# Trực tuyến và ngoại tuyến
Trực tuyến (từ tiếng Anh: Online) thường được dùng cho một kết nối hoạt động với một mạng truyền thông, đặc biệt là trong mạng Internet hoặc chỉ liên kết trong mạng cục bộ. Nếu một thiết bị không thực hiện kết nối, được gọi là ngoại tuyến và  hoạt động độc lập mà không cần liên kết với những thiết bị khác. Trong sử dụng thông thường, "trực tuyến" thường đề cập đến Internet hoặc mạng toàn cầu World Wide Web.
Các thuật ngữ "trực tuyến" (online) và "ngoại tuyến" (offline, còn gọi là ngắt mạng hay là ngưng kết nối) là những từ ngữ dùng trong thời đại Internet, có ý nghĩa cụ thể liên quan đến công nghệ máy tính và viễn thông. Nói chung, "trực tuyến" chỉ ra một trạng thái kết nối với mạng Internet toàn cầu, trong khi "ngoại tuyến", "ngắt mạng" chỉ ra một trạng thái ngắt kết nối, không liên kết.
Các khái niệm đã được mở rộng, không chỉ gói gọn trong ý nghĩa tin học hay viễn thông mà được dùng cả trong khu vực của sự tương tác của con người với nhau và trong giao tiếp, các cuộc trò chuyện. Ví dụ, các cuộc thảo luận diễn ra trong một cuộc họp kinh doanh được "trực tuyến", nghĩa là những người tham dự được kết nối mạng liên tuyến LAN với nhau; "một người không được trực tuyến", "người ngoại tuyến" cũng có thể hiểu là người không được mời tham gia hay người ngoài cuộc và "thiết bị ngoại tuyến" là một thiết bị có khả năng hoạt động độc lập.  Hay các cuộc họp offline (họp trực tiếp), là các cuộc họp gặp mặt trực tiếp, chứ không trực tuyến, giao tiếp ảo.

## Định nghĩa
Trong công nghệ máy tính và viễn thông, trực tuyến và ngoại tuyến, được định nghĩa theo tiêu chuẩn liên bang số 1037C của Hoa Kỳ. Để được xem là trực tuyến, một trong những điều sau đây phải áp dụng với một thiết bị,  hoặc một "đơn vị chức năng":
- Dưới sự kiểm soát trực tiếp của các thiết bị khác
- Dưới sự kiểm soát trực tiếp của hệ thống mà nó có liên quan hay là kết nối
- Có sẵn để sử dụng ngay lập tức theo yêu cầu của hệ thống mà không cần sự can thiệp của con người
- Kết nối với một hệ thống, và đang hoạt động
- Chức năng hoàn hảo và sẵn sàng cho dịch vụ